# Dinodasys
Genre
Dinodasys est un genre de gastrotriches de la famille des Turbanellidae.

## Liste des espèces
Selon World Register of Marine Species (26 juin 2025) :
- Dinodasys ankeli Wilke, 1954
- Dinodasys delawarensis Hummon, 2008
- Dinodasys mirabilis Remane, 1927

## Systématique
Ce genre a été décrit par Remane en 1927.

## Publication originale
- (de) Remane, 1927 : « Neue Gastrotricha Macrodasyoidea », Zoologische Jahrbücher Abteilung für Systematik, Ökologie, und Geographie der Tiere, vol. 54, p. 203-242.